# A Lethal Dose of American Hatred
A Lethal Dose of American Hatred es el segundo álbum de la banda de hardcore sureño Superjoint Ritual. Además del grupo también toca en este álbum el guitarrista Kevin Bond.

## Canciones
1. "Sickness" – 3:06
2. "Waiting for the Turning Point" – 1:27
3. "Dress Like a Target" – 2:46
4. "The Destruction of a Person" – 4:26
5. "Personal Insult" – 4:12
6. "Never to Sit or Stand Again" – 5:14
7. "Death Threat" – 2:10
8. "Permanently" – 3:24
9. "Stealing a Page or Two from Armed and Radical Pagans" – 3:28
10. "Symbol of Nevermore" – 5:05
11. "The Knife Rises" – 3:51
12. "The Horror" – 1:17
13. "Absorbed" – 5:45

## Miembros
- Phil Anselmo - Voz y guitarra
- Jimmy Bower- Guitarra
- Kevin Bond - Guitarra
- Hank Williams III - Bajo
- Joe Fazzio - Batería

- Datos: Q1982495